# Liste der Monuments historiques in Nointel (Oise)
Die Liste der Monuments historiques in Nointel (Oise) führt die Monuments historiques in der französischen Gemeinde Nointel auf.

## Liste der Bauwerke
| Bezeichnung     | Beschreibung                  | Standort | Kennzeichnung | Schutzstatus | Datum | Bild           |
| --------------- | ----------------------------- | -------- | ------------- | ------------ | ----- | -------------- |
| Camp de César   | Archäologische Ausgrabung     |          | PA00114783    | Classé       | 1937  |                |
| Kirche St-Vaast | Erbaut im 13. Jahrhundert     | (Lage)   | PA00114784    | Inscrit      | 1927  | weitere Bilder |
| Bauernhof       | Erbaut im 17./18. Jahrhundert | (Lage)   | PA00114995    | Inscrit      | 1992  |                |

## Liste der Objekte
| Bezeichnung      | Beschreibung                                | Standort                      | Kennzeichnung | Schutzstatus | Datum | Bild           |
| ---------------- | ------------------------------------------- | ----------------------------- | ------------- | ------------ | ----- | -------------- |
| Weihwasserbecken | Stein, 18. Jahrhundert                      | in der Kirche St-Vaast (Lage) | PM60003908    | Inscrit      | 1987  |                |
| Zwei Dalmatiken  | Stoff, drittes Viertel des 19. Jahrhunderts | in der Kirche St-Vaast (Lage) | PM60004054    | Classé       | 1913  |                |
| Taufbecken       | Stein, um 1400                              | in der Kirche St-Vaast (Lage) | PM60001192    | Classé       | 1908  | weitere Bilder |
| Kasel            | Stoff, 16. Jahrhundert                      | in der Kirche St-Vaast (Lage) | PM60001193    | Classé       | 1908  |                |